# 宮崎英修
宮崎 英修（みやざき えいしゅう、1913年3月7日 - 1997年）は、日本の仏教学者・僧侶。立正大学名誉教授。

## 人物
兵庫県出身。1937年立正大学文学部宗教学科卒。1943年立正大学生主事補。44年予科講師、48年仏教学部助教授。59年教授。68年「不受不施派の源流と展開」で立正大学より文学博士の学位を取得。現代宗教研究所長、83年定年退任、名誉教授、身延山短期大学学頭。

## 著書
- 『日蓮宗史研究 第1 (波木井南部氏事蹟考)』孔官堂出版部 1950 山喜房佛書林 2011
- 『法華の殉教者たち』平楽寺書店 法華新書 1956
- 『日蓮宗の守護神 鬼子母神と大黒天』平楽寺書店 1958
- 『禁制不受不施派の研究』平楽寺書店 1959
- 『苦しみを乗り越える力 宮崎英修集 昭和仏教全集』教育新潮社 1965
- 『不受不施派の源流と展開』平楽寺書店 1969
- 『日蓮とその弟子』毎日新聞社 1971　平楽寺書店 1997
- 『日蓮宗の人びと その信仰と殉教と』宝文館叢書 1976
- 『日蓮宗の祈祷法』平楽寺書店 1980
- 『日蓮聖人のお弟子たち 六老僧略伝』日蓮宗新聞社 さだるま新書 1983
- 『続・日蓮宗の人びと』宝文館叢書 1987
- 『日蓮宗徒群像』宝文館出版 1993
- 『日蓮教団史研究』山喜房佛書林 2011
- 『日蓮聖人研究』山喜房佛書林 2011

### 共編著
- 『新編日蓮宗信行要典』編 平楽寺書店 1967
- 『講座日蓮』全5巻 田村芳朗共編 春秋社 1972-73
- 『日蓮聖人研究』茂田井教亨共編 平楽寺書店 1972
- 『近世法華仏教の展開（法華経研究）』編 平楽寺書店 1978
- 『日蓮辞典』編 東京堂出版 1978
- 『鬼子母神信仰』編 雄山閣出版 民衆宗教史叢書 1985

### 記念論文集
- 『日蓮教団の諸問題 宮崎英修先生古稀記念』平楽寺書店 1983

## 論文
- Cinii